# Coryphaenoides mediterraneus
Coryphaenoides mediterraneus (syn. Chalinura mediterranea) è un pesce abissale della famiglia Macrouridae.

## Distribuzione e habitat
È presente nel mar Mediterraneo occidentale compresi i mari italiani, apparentemente molto raro; è anche presente nell'Oceano Atlantico tra la Scozia (qualche segnalazione dall'Islanda) e le Azzorre. È presente anche nell'Atlantico occidentale nelle acque del golfo del Messico.
Vive a profondità elevatissime, fino ad oltre 4000 metri.

## Descrizione
Come forma generale è simile agli altri pesci topo da cui si riconosce facilmente per la riduzione del rostro e la bocca quasi terminale. La testa è ricca di cavità mucose, meno vistose che in Hymenocephalus italicus, il barbiglio sotto il mento è abbastanza lungo (più del diametro oculare). I denti superiori sono piuttosto grandi. L'occhio è relativamente piccolo. La prima pinna dorsale è elevata, il primo raggio è spiniforme e dentellato, la seconda dorsale è lunga fino all'estremità del corpo ed è più bassa della pinna anale. Le pinne ventrali hanno il primo raggio allungatissimo.
Il colore è roseo con ventre e testa neri. Le pinne sono incolori.

## Biologia
Ignota. Sembra si nutra di invertebrati bentonici.

## Pesca
Si cattura con le reti a strascico scientifiche.